# 楚 (張邦昌)
大楚（1127年4月20日—5月23日），史称张楚或伪楚，是靖康之变后金国在中原扶植的傀儡政权，皇帝为张邦昌。
靖康二年三月初七·丁酉（1127年4月20日），在金国的威逼之下，前北宋宰相張邦昌即位為大楚皇帝，以代替趙氏統治中原，名义上定都金陵（今江蘇省南京市），实际上张邦昌一直留在汴梁。
北宋灭亡前，张邦昌为主张割地的主和派，参与罢黜主战派李纲、种师道，被陈东指为“社稷之贼”，故被金人选为皇帝。他起初極力拒絕登基，後來金人威脅說三月初七如還不即皇帝位，則將縱兵血洗汴梁城，他才同意。他登基前一天，閤门宣赞舍人吴革图谋袭击金营救出宋徽宗、宋钦宗等，却被京城四壁都巡检使范琼镇压，杀数百人。张邦昌以范琼有“京城围闭弹压之功”，加军职。金人随即抓捕宋朝宗室，开封府尹徐秉哲令坊巷五家为保，开封少尹夏承力争不果，少尹余大均主其事，前后抓得三千余人，徐秉哲都派使者押赴金人军前。
张邦昌登基时，称自己“嗣位”，大赦天下，给官员进爵，赏赐军民；未改元，仍称“靖康二年”。但张邦昌也深知当时金人对汴梁的控制有限，也不会全力扶助自己。为了给自己留后路，期间，他除了在金国使者來訪之時穿掛龍袍登坐天子寶座，平時不敢。趙宋的太廟牌檔一律原封不動，以示他對趙宋正朔的一片忠義之心。他所任的官员都加“权”字，意即代理。
他做了33天的皇帝，在金国退兵之後，于四月庚午日（1127年5月23日）主動去除帝號，以太宰自居，尊元祐皇后孟氏为太后，由其垂帘听政。